# Kaipionsaari (ö, lat 63,16, long 27,27)
Kaipionsaari är en ö i Finland. Den ligger i sjön Maaninkajärvi och i kommunen Kuopio i den ekonomiska regionen  Kuopio ekonomiska region  och landskapet Norra Savolax, i den centrala delen av landet, 400 km norr om huvudstaden Helsingfors. Öns area är 0,7 hektar och dess största längd är 170 meter i nord-sydlig riktning.